# Lista över museer i Jönköpings kommun
Lista över museer i Jönköpings kommun är en förteckning över museer i Jönköpings kommun, vilken omfattar bland andra tätorterna Jönköping, Huskvarna, Gränna, Norrahammar, Bankeryd och Kaxholmen.

| Namn                                                   | Typ                                                                | Plats                                                            | Koordinater                                             | Bild |
| ------------------------------------------------------ | ------------------------------------------------------------------ | ---------------------------------------------------------------- | ------------------------------------------------------- | ---- |
| A6 Försvarshistoriska museum med A6 Brandexpo          | Försvarsmuseum                                                     | A6 Center i Jönköping                                            | 57°46′32.06″N 14°12′11.68″Ö / 57.7755722°N 14.2032444°Ö |      |
| Ebbes kraftstation                                     | Tekniskt museum                                                    | Vattenfallsvägen 10 i Huskvarna                                  | 57°47′07″N 14°17′37″Ö / 57.78528°N 14.29361°Ö           |      |
| Friluftsmuseet i Jönköpings stadspark                  | Friluftsmuseum                                                     | Jönköpings stadspark                                             | 57°46′53.71″N 14°08′31.02″Ö / 57.7815861°N 14.1419500°Ö |      |
| Fågelmuseet                                            | Biologiskt museum                                                  | Jönköpings stadspark                                             | 57°46′53″N 14°08′41″Ö / 57.78144°N 14.14468°Ö           |      |
| Grenna museum                                          | Lokalhistoriskt museum och personmuseum över Salomon August Andrée | Grenna Kulturgård, Brahegatan 38, Gränna                         | 58°01′18.73″N 14°28′02.96″Ö / 58.0218694°N 14.4674889°Ö |      |
| Grännabergets friluftsmuseum                           | Friluftsmuseum                                                     | Gränna hembygdsstuga, Stadsberget                                | 58°01′05.51″N 14°27′55.00″Ö / 58.0181972°N 14.4652778°Ö |      |
| Husqvarna fabriksmuseum                                | Industrimuseum                                                     | Husqvarna Vapenfabrik, Hakarpsvägen 1 i Huskvarna                | 57°47′07.18″N 14°17′05.97″Ö / 57.7853278°N 14.2849917°Ö |      |
| Huskvarna Hembygdsförenings museilägenheter och smedja | Hembygdsmuseum                                                     | Smedbyn i Huskvarna                                              | 57°47′05.12″N 14°16′54.06″Ö / 57.7847556°N 14.2816833°Ö |      |
| Huskvarna stadsmuseum                                  | Lokalhistoriskt museum                                             | Kruthuset i Huskvarna, Grännavägen                               | 57°48′02.51″N 14°16′18.59″Ö / 57.8006972°N 14.2718306°Ö |      |
| Industri- och bygdemuseum i Norrahammar                | Arbetslivsmuseum                                                   | Hammarvägen 39 i Norrahammar                                     | 57°42′36.61″N 14°07′16.80″Ö / 57.7101694°N 14.1213333°Ö |      |
| Jönköpings läns museum                                 | Regionalmuseum                                                     | Jönköping                                                        | 57°46′48.91″N 14°10′34.95″Ö / 57.7802528°N 14.1763750°Ö |      |
| Munksjö museum                                         | Industrimuseum, Munksjö pappersbruk                                | Barnarpsgatan, Jönköping                                         | 57°46′29.28″N 14°09′37.64″Ö / 57.7748000°N 14.1604556°Ö |      |
| Penselmuseet                                           | Industrimuseum                                                     | Bankeryds hembygdsgård, Bankeryd                                 | 57°51′02″N 14°06′46″Ö / 57.8506°N 14.1129°Ö             |      |
| Psykiatrins arbetsplatsmuseum                          | Arbetsmuseum                                                       | Hus M8, Länssjukhuset Ryhov                                      | 57°46′07.93″N 14°11′49.94″Ö / 57.7688694°N 14.1972056°Ö |      |
| Radiomuseet i Jönköping                                | Teknikmuseum                                                       | Tändsticksgränd 16, Jönköping                                    | 57°47′03.14″N 14°09′36.16″Ö / 57.7842056°N 14.1600444°Ö |      |
| Skärstads hembygdsmuseum                               | Hembygdsmuseum                                                     | Kaxholmen                                                        | 57°51′29.68″N 14°18′24.22″Ö / 57.8582444°N 14.3067278°Ö |      |
| Tryckeri-Museet i Gränna                               | Arbetslivsmuseum                                                   | Brahegatan 28 i Gränna                                           | 57°47′15.60″N 14°27′56.77″Ö / 57.7876667°N 14.4657694°Ö |      |
| Tändsticksmuseet                                       | Industrimuseum                                                     | Västra Storgatan, Jönköping                                      | 57°47′5″N 14°9′34″Ö / 57.78472°N 14.15944°Ö             |      |
| Viktor Rydbergsmuseet                                  | Författarmuseum över Viktor Rydberg                                | Sysslomannabostaden, Västra Storgatan 39, Jönköping              | 57°47′06.21″N 14°09′19.19″Ö / 57.7850583°N 14.1553306°Ö |      |
| Visingsö museum                                        | Lokalhistoriskt museum                                             | Gamla tingshusbyggnaden, gamla Braheskolan i Kumlaby på Visingsö | 58°02′47.37″N 14°20′22.92″Ö / 58.0464917°N 14.3397000°Ö |      |